# Subdivisions de la Guinée-Bissau
La Guinée-Bissau est divisée en huit régions (região regiões) :
- Bafatá
- Biombo
- Bolama-Bijagos
- Cacheu
- Gabu
- Oio
- Quinara
- Tombali

et un secteur autonome (sector autónomo) :
- Bissau

Les régions sont divisées en 38 secteurs et le secteur autonome en 8 secteur.